# 特雷斯里奥斯
特雷斯里奥斯是巴西里约热内卢州的一个市镇。总面积324.496平方公里，总人口76422人，人口密度235.5人/平方公里。